# Zea diploperennis
Zea diploperennis Iltis, J.F. Doebley & R. Guzman je druh jednoděložné rostliny z čeledi lipnicovité (Poaceae). Jedná se o jeden z planých druhů kukuřic, nazývané teosinte (množné číslo teosintes), počeštěně teosint, teosinty. Tento druh se konkrétně nazývá diploperennial teosinte .

## Popis
Jedná se o vytrvalou trsnatou rostlinu, dorůstající výšek 100–250 cm . Listy jsou střídavé, přisedlé s listovými pochvami, jazýček je membránovitý. Čepele listů jsou asi 40–80 cm dlouhé a 4–5 cm široké. Je to jednodomá rostlina, ale na rozdíl od většiny trav jsou květy jednopohlavné, oddělené do samostatných samičích a samčích květenství. Samčí květenství tvoří vrcholovou latu klásků. Někdy je toto květenství interpretováno jako složené z několika hroznů klásků, subdigitálně uspořádané (nikoliv prstnatě=digitálně, tedy nevyrážejí přesně z jednoho místa na hlavní ose). Samčí klásky jsou uspořádány po 2. V každém klásku jsou na bázi 2 křídlaté plevy a nad nimi plucha. Tyčinky jsou 3.
Samičí květenství vyrůstají z paždí listu, je občas zakryté pochvami listenů, na vrcholu vyčnívají čnělky s rozeklanými bliznami, často však nikoliv. Samičí klas (klásků) nebo hrozen (klásků) (záleží na interpretaci) je mnohem chudší než u běžně známých pěstovaných odrůd kukuřice seté, asi 5–10 cm dlouhý a 4–5 mm tlustý, bilaterální a dvouřadý.. Obsahuje pouze 5–10 fertilních květů. Samičí klásky jsou po dvojicích stejně jako samčí. Dolní květ je však sterilní, pouze horní květ je fertilní a vyvíjí se z něho obilka, proto z jednoho klásku se vyvine pouze jedna obilka. Na bázi klásku jsou 2 nestejné plevy, nad ní je membránovitá plucha a pluška, u sterilních květů pluška někdy chybí. Blizny jsou 2. Plodem je obilka. Jak už napovídá název, jedná se o diploida, počet chromozómů: 2n=20 .

## Rozšíření
Je to endemit pohoří Sierra de Manantlán v Mexiku . Druh byl popsán teprve v roce 1979 z místa zvané Cerro de San Miguel . Rostlina patří k ohroženým druhům.
Mapa rozšíření viz zde: 
Pokusně byla pěstována i v USA, někdy i jako okrasná rostlina .